# خانه گاسپاریان
خانه گاسپاریان مربوط به دوره پهلوی اول است و در تبریز، خیابان شریعتی جنوبی، کوچه مستشار دوم، پلاک ۱۴۲ واقع شده و این اثر در تاریخ ۲ آبان ۱۳۸۲ با شمارهٔ ثبت ۱۰۴۸۰ به‌عنوان یکی از آثار ملی ایران به ثبت رسیده است.